# Fuerzas Armadas de Tayikistán
Las Fuerzas Armadas de Tayikistán están compuestas por las fuerzas terrestres, las fuerzas móviles, la fuerza aérea, las fuerzas especiales, las tropas aerotransportadas, las fuerzas de defensa aérea (ADF), la guardia nacional presidencial y las fuerzas de seguridad (tropas internas y fronterizas).  
A diferencia de las otras ex repúblicas soviéticas de Asia Central, Tayikistán no formó sus fuerzas armadas basadas en las antiguas unidades soviéticas en su territorio.Un factor importante es también la presencia en el territorio del país de formaciones de las Fuerzas Armadas de la Federación de Rusia, principalmente la 201.ª base militar (antes 201.ª división de fusileros motorizados de Gatchina ). En la base 201 de las Fuerzas Armadas de Rusia hay aproximadamente 300 tanques T-72, así como vehículos blindados de transporte de personal, vehículos de combate de infantería, artillería y sistemas de misiles antiaéreos S-300. El grupo aéreo incluye helicópteros Mi-8, Mi-24 y aviones de ataque Su-25. Cada año, los instructores de la base capacitan hasta 1.000 especialistas jóvenes para el ejército tayiko. 
Las fuerzas armadas se reclutan de forma mixta, por contrato y por conscripción. El período de servicio militar obligatorio es de dos años, para aquellos que se han graduado de una institución de educación superior, de un año.
Las fuerzas armadas estuvieron, durante la década de 1990, pobremente organizadas, en su mayoría mal disciplinadas y con equipos insuficientes. La insumisión y la deserción era una práctica común. Debido a la presencia de las fuerzas rusas en el país y la guerra civil en Tayikistán, el país solo legalizó formalmente la existencia de sus fuerzas armadas en abril de 1994.

## Educación
En Tayikistán existen dos instituciones educativas militares:
- Instituto Militar de la República de Tayikistán
- Liceo Militar del Ministerio de Defensa de la República de Tayikistán que lleva el nombre del Mayor General Toshmuhamadov (rebautizado en 1999 como Escuela Suvorov (1984) / El período de estudios en el liceo militar es de dos años, después de los cuales los graduados continúan su educación en el Instituto Militar o universidades militares de países extranjeros (Rusia, India, China, etc.).
- Centro de Entrenamiento de las Fuerzas Armadas de Estados Unidos, en Tursunzade (a 45 km de Dusambé ), donde se entrena a personal militar para las Fuerzas Armadas de la República de Tayikistán  .

Los ciudadanos de Tayikistán también reciben educación militar superior en las instituciones de educación superior del Ministerio de Defensa de Rusia . Desde 2015, los instructores de la 201.ª base militar rusa han estado entrenando a militares de las Fuerzas Armadas de Tayikistán en las especialidades de registro militar de especialistas subalternos